# Ouragan (cocktail)
Pour les articles homonymes, voir Ouragan (homonymie) et Hurricane.
Un ouragan (hurricane, en anglais) est un cocktail américain, à base de rhum, jus de citron vert, et sirop de fruit de la passion (ou sirop de grenadine). Variante des daïquiri, ou punch planteur, il est nommé du nom des cyclones tropicaux de La Nouvelle-Orléans en Louisiane, d'où il est originaire,.

## Histoire
La création de cette variante de daïquiri de Cuba, ou de punch planteur des Antilles, est attribuée à Pat O'Brien, propriétaire du bar de jazz-restaurant Pat O'Brien's Bar (en) des rues Bourbon et Royal Street du quartier français de La Nouvelle-Orléans en Louisiane. Il invente avec succès cette recette de daïquiri amélioré dans les années 1940, servie dans un verre ouragan, pour vendre plus facilement d'importantes quantités de rhum bon marché importé des îles de la mer des Caraïbes voisine de l'époque. 

## Préparation
Mélanger avec des glaçons dans un shaker les ingrédients de ce cocktail subtropical (rhum, jus de citron vert, jus de fruit de la passion). Servir le tout dans un verre ouragan, décorer avec une rondelle de citron, et une cerise cocktail, :
- 6 mesures de rhum ;
- 1,5 mesure de jus de citron vert ;
- 4 mesures de jus fruit de la passion (ou de sirop de grenadine).

## Quelques variantes
- Ti-punch : rhum, citron vert, sirop de canne
- Piña colada : rhum, jus d'ananas, crème de noix de coco
- Mojito : rhum, soda, citron vert, menthe fraîche, sucre de canne
- Bora-Bora : rhum, jus d'ananas, de fruit de la passion, sirop de grenadine, jus de citron vert
- Punch planteur : rhum, jus d'ananas, jus d'orange, jus de citron, grenadine, sirop de canne, Angostura